# Jižní oceán

Mapa Jižního oceánu

Jižní oceán (nestandardizovaně též Jižní ledový oceán nebo Antarktický oceán) je označení pro část světového oceánu ležící jižně od 60° jižní šířky.
Jako samostatný oceán nebyl do roku 2021 všeobecně uznáván. Mezinárodní hydrografickou organizací byl jako oceán obklopující Antarktidu definován až v roce 2000, nicméně mezi námořníky má tento pojem dlouhou tradici. Severní hranice Jižního oceánu byla na mapách určena mezi 50. a 62. stupněm jižní šířky.
Na rozdíl od ostatních oceánů není Jižní oceán vymezen polohou mezi kontinenty, ale spíše hydrologickými vlastnostmi, konkrétně podmořským antarktickým cirkumpolárním proudem (ACC).
Celková rozloha oceánu byla ustanovena na 20 327 000 km², což ho řadí jako 4. největší oceán na Zemi (tedy 2. nejmenší). Průměrná hloubka tohoto oceánu je 3 270 metrů. Severní hranice byla geograficky určena 60. rovnoběžkou, která zároveň vymezuje hranici platnosti Antarktického smluvního systému. Veškeré vody Jižního oceánu včetně pobřeží jsou tedy mezinárodní. Z jihu oceán ohraničuje Antarktida, která leží uvnitř. Nejdále na jih zasahuje Jižní oceán v Rossově moři – až na 84°30', kde je ovšem trvale zaledněný. Nejjižnější místo, kam lze doplout, je Velrybí zátoka na 78°30'.
Teprve 8. června 2021 rozhodla americká nezisková vzdělávací společnost National Geographic Society, že Jižní oceán bude oficiálně zanesen i do jejích map, přičemž jako severní hranice bude respektována rovnoběžka 60° jižní šířky, ale s vynětím Drakeova průlivu a celého moře Scotia.

## Geografie

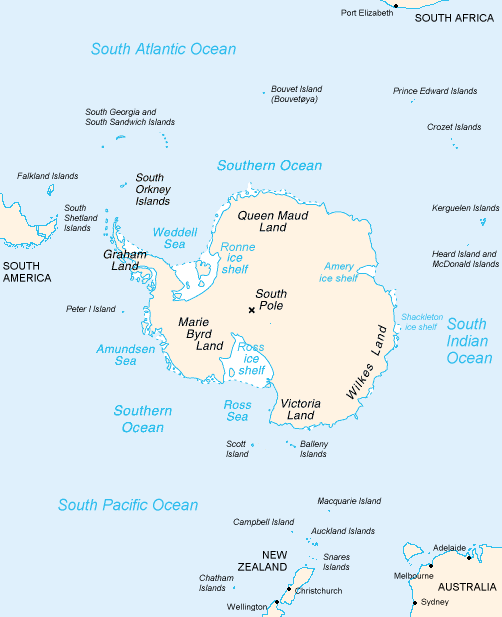
Kontinenty a ostrovy jižního oceánu

Jižní oceán je oceánograficky definován jako masa vody ze severu vymezená antarktickým cirkumpolárním proudem, který proudí okolo Antarktidy. Oceán zahrnuje Amundsenovo moře, Bellingshausenovo moře, jižní část Drakeova průlivu, Rossovo moře, malou část moře Scotia, D'Urvillovo moře a Weddellovo moře. Celková plocha oceánu je 20 327 000 km² a délka pobřežní čáry je 17 968 km.
Jižní oceán se od ostatních odlišuje tím, že se nenachází mezi pevninami, ale naopak okolo pevniny a mezi oceány – Atlantským, Indickým a Tichým. To vyvolává otázku, proč by měl být vlastně Jižní oceán vymezován, když ho můžeme geograficky zahrnout do jiných oceánů. Jedním z důvodů jsou odlišné vlastnosti vodní masy. Antarktický cirkumpolární (obtočnový) proud (Západní příhon) přenáší vodu kolem celé Antarktidy, u ostatních oceánů je proudění založeno na značně odlišné. Vlivem jejich sevření mezi pevninami se zde cirkulární proudy objevují minimálně.
Nacházíme zde několik vodních procesů, které se utvářejí podél pobřeží Antarktidy a v ostatních oceánech na Jižní polokouli bychom je hledali marně. Jedním z nich je „Antarktická spodní voda“ (Antarctic Bottom Water) – velmi chladná a vysoce slaná voda pod oceánským ledem.
Jižní oceán je geologicky nejmladším oceánem. Byl utvořen, když Antarktida a Jižní Amerika se jako kontinenty rozdělily. Součástí Jižního oceánu nebude Drakeův průliv, který vznikl zhruba před 30 miliony let. Oddělení kontinentů způsobilo vytvoření Antarktického cirkumpolární proudění.
Oceán je v mnoha směrech opakem Severního ledového oceánu, který leží na opačném pólu zeměkoule. V Jižním oceánu dominuje mrazivé počasí díky ledové Antarktidě, Severní ledový oceán je částečně ohříván teplým proudem Severního mysu. Oceánský led se nachází ve středu Severního ledového oceánu, na Antarktidě je na okraji kontinentu.

## Historie

Vymezení v roce 1928

Z 68 národů jich 28 odpovídalo za průzkum organizace IHO v roce 2000 a všechny kromě Argentiny potvrdily novou definici nového oceánu. Jméno Jižní oceán bylo vybráno 18 hlasy, porazilo tak alternativní název Antarktický oceán. Polovina hlasů byla pro severní hranici oceánu na 60. rovnoběžce.
Jiný zdroj jako např. do roku 2021 Národní zeměpisná společnost (National Geographic Society) zůstala u Atlantského, Tichého a Indického oceánu, které sahají až k Antarktidě. Jižní oceán není celosvětově uznáván.
V Austrálii byl Jižní oceán definován jakožto vodstvo mezi Antarktidou a jižním pobřeží Austrálie a Nového Zélandu, tedy šířeji (včetně vod považovaných jinak za část Indického a Tichého oceánu). Mapa pobřeží Tasmánie a Jižní Austrálie označila tuto oblast za Jižní oceán.
Názvoslovná komise ČÚZK jméno Jižní oceán standardizovala až v roce 2016, ačkoliv se projednávalo i v letech minulých.

## Přírodní zdroje
- pravděpodobně rozsáhlé pole ropy a plynu na kontinentální hranici
- manganové žíly
- možné sedimenty zlata
- písek a štěrk
- čerstvá voda z ledovce
- chobotnice (Octopoda), velryby, lachtani nebo různé druhy ryb

## Přírodní rizika
Z antarktického ledovce se průběžně uvolňují kry. Některé odlomené kusy ledovce pak mají i několik stovek metrů. I menší kusy ledu mohou být velkým problémem pro lodě. 50. až 70. stupeň jižní šířky je pro námořníky znám jako zuřící padesátky a ječící šedesátky. Působí zde silný vítr a větrem vzduté vlny ženoucí se kolem celé zeměkoule, aniž by narazily na pevninskou překážku. I pro ledoborce, hlavně v období května až srpna, je tato oblast velmi nebezpečná. Rizikovost oblasti potvrzuje nejedna loď, která se zde potopila.

## Znečištění
V září 2012 bylo zveřejněno, že vzorky odebrané ze čtyř různých míst v Jižním ledovém oceánu potvrdily stopy plastu zhruba v množství 50 000 fragmentů na čtvereční kilometr, což je rozsah srovnatelný s celosvětovým průměrem. Vědci přitom předpokládali, že jejich množství v Jižním oceánu bude asi desetinásobně nižší než celosvětový průměr. Mikroskopické fragmenty plastu jsou důsledkem degradace igelitových tašek a sáčků či plastových lahví, které se v řádu let či desetiletí rozpadají vlivem ultrafialového záření a mořské vody. Vědci ale s překvapením našli také syntetická vlákna, převážně pocházející z oblečení ve zbytcích z praček, která tvořila podstatnou část fragmentů umělých hmot.